# Сордия, Ирина Зурабовна
Ирина Зурабовна Сордия (род. 27 апреля 1990, Селенгинск, Бурятская АССР) — российская дзюдоистка, чемпионка и призёр чемпионатов России, мастер спорта России. Тренировалась под руководством своего отца, Сордия Зураба Хутаевича. Выступала в средней весовой категории (до 70 кг). Оставила большой спорт в 2014 году.

## Спортивные результаты
- Чемпионат России по дзюдо 2009 года — ;
- Чемпионат России по дзюдо 2010 года — ;
- Чемпионат России по дзюдо 2011 года — ;
- Чемпионат России по дзюдо 2012 года — ;
- Чемпионат России по дзюдо 2013 года — ;
- Чемпионат России по дзюдо 2014 года — ;